# 对唱
对唱一般为两人如同谈话问答式的演唱，形式活泼，和重唱不同，都是单声部的歌曲。
对唱形式在民歌中应用非常普遍，在非洲，部落居民聚会商讨重大问题或进行宗教仪式时，经常利用对唱的方式交流。欧洲许多国家民间聚会狂欢时载歌载舞也经常利用对唱方式。中国乡间尤其是少数民族地区，对歌经常是青年男女表达爱情的重要方式。
现代流行音乐中，尤其是滚石乐和摇滚乐中也经常使用对唱形式，是深受美洲黑人音乐的影响。
西方古典音乐中也有对唱的形式。
对唱形式也有由领唱者发问，伴唱合唱队多人回答的形式，也有乐器加入过门回答的方式，或多人集体对唱。